# Order Zasługi Obronnej
Order Zasługi Obronnej (por. Ordem do Mérito da Defesa, skr. OMD) – brazylijskie wojskowe odznaczenie państwowe, ustanowione 10 czerwca 2002 przez prezydenta Fernanda Henriqua Cardosa. 
Order ten zastąpił ustanowiony 18 czerwca 1985 i identyczny z wyglądu Order Zasługi Sił Zbrojnych (OMFA), z przeniesieniem dotychczasowych odznaczonych w szeregi odznaczonych nowo powstałym orderem.
Order Zasługi Obronnej jest przeznaczony do nagradzania brazylijskich i zagranicznych osobistości cywilnych i wojskowych zasłużonych dla sił zbrojnych, a także wyróżniających się żołnierzy brazylijskich oraz, wyjątkowo, dla organizacji wojskowych i cywilnych, krajowych lub zagranicznych oraz flag lub sztandarów instytucji.
Wielkim Mistrzem Orderu, odznaczonym Krzyżem Wielkim, jest zawsze urzędujący prezydent Brazylii.
Order dzieli się na pięć klas, według tradycyjnego schematu Legii Honorowej:
- I Klasa – Krzyż Wielki (Grã-Cruz) – krzyż złoty (cruz dourada)
- II Klasa – Wielki Oficer (Grande Oficial) – krzyż srebrny (cruz prata)
- III Klasa – Komandor (Comendador) – krzyż brązowy (cruz bronze)

- IV Klasa – Oficer (Oficial)
- V Klasa – Kawaler (Cavaleiro)